# Фосфомицин
Фосфомици́н (fosfomycin, phosphomycin) — антибиотик широкого спектра действия. Производное фосфоновой кислоты. Оказывает сильное и быстро наступающее бактерицидное действие. Механизм действия связан с подавлением первого этапа синтеза клеточной стенки бактерий.

## Фармакологическое действие
Является структурным аналогом фосфоэнола пирувата, вступает в конкурентное взаимодействие с ферментом N-ацетил-D-глюкозамино-3-о-энолпирувил-трансферазой. В результате происходит специфическое, избирательное и необратимое ингибирование этого фермента, что обеспечивает отсутствие перекрестной резистентности с другими классами антибиотиков и возможность синергизма с другими антибиотиками (in vitro отмечают синергизм с амоксициллином, оритаванцин, цефалексином, пипемидиевой кислотой).
Активен in vitro в отношении большинства грамположительных микроорганизмов: Enterococcus spp., включая E. faecalis, Staphylococcus spp., включая S. aureus и S. saprophyticus; грамотрицательных микроорганизмов: Escherichia coli, Citrobacter spp., Enterobacter spp., Klebsiella spp., включая K. pneumoniae, Morganella morganii, Proteus mirabilis, Pseudomonas spp., Serratia spp.
In vitro фосфомицин снижает адгезию ряда бактерий на эпителии мочевыводящих путей.

## Фармакокинетика
Всасывание
После приема внутрь быстро всасывается из ЖКТ. Биодоступность при однократном приеме внутрь в дозе 3 г составляет 34-65 %. Cmax достигается через 2-2.5 ч и составляет 22-32 мкг/мл.
Распределение и метаболизм
Фосфомицин трометамол не связывается с белками плазмы, в организме диссоциирует на фосфомицин и трометамол (не обладает антибактериальными свойствами) и более не метаболизируется. Преимущественно накапливается в моче. При приеме в разовой дозе 3 г в моче достигается высокая концентрация (от 1053 до 4415 мг/л) на 99 % бактерицидная для большинства обычных возбудителей инфекций мочевыводящих путей. МПК (составляет 128 мг/л) поддерживается в моче на протяжении 24-48 ч.
Хорошо проникает в простату у мужчин, может применяться в комплексной терапии простатита наряду с другими антибактериальными препаратами.
Выведение
T1/2 из плазмы — 4 ч. Выводится в неизмененном виде почками (до 95 %) с созданием высоких концентраций в моче; около 5 % — с желчью.
Фармакокинетика в особых клинических случаях
У пациентов с умеренным снижением почечной функции (КК>80 мл/мин), включая её физиологическое снижение у лиц пожилого возраста, T1/2 фосфомицина немного удлиняется, но концентрация в моче остается на терапевтическом уровне.

## Показания
- острый бактериальный цистит;
- острые приступы рецидивирующего или обострения хронического бактериального цистита;
- бактериальный неспецифический уретрит;
- бессимптомная массивная бактериурия у беременных;
- послеоперационные инфекции мочевыводящих путей;
- профилактика инфекции мочевыводящих путей при хирургическом вмешательстве и трансуретральных диагностических исследованиях;
- острый и хронический бактериальный простатит (только в составе комбинированной антибактериальной терапии).

Внутривенное введение фосфомицина всё чаще используется для лечения инфекций, вызванных мультирезистентными бактериями, в основном в качестве препарата-партнёра с целью предотвращения развития резистентности и использования его синергетической активности с рядом других антимикробных средств. В условиях реальной клинической практики фосфомицин чаще всего применяется при лечении пневмоний (34%), инфекций кровотока (22%) и инфекций мочевыводящих путей (21%). В большинстве случаев он используется в комбинации с β-лактамными антибиотиками, и примерно в половине случаев — в качестве эмпирической терапии. Обычная суточная доза для взрослых составляет от 12 до 24 граммов. При применении в непрерывной инфузии рекомендуется нагрузочная доза фосфомицина 8 г с последующим ежедневным введением 16 г или 24 г. Непрерывная инфузия рекомендуется пациентам с нормальной функцией почек.

## Противопоказания
- тяжелая почечная недостаточность (КК<10 мл/мин);
- детский возраст младше 5 лет;
- повышенная чувствительность к компонентам препарата.

Беременность и лактация
Применение препарата при беременности и в период лактации возможно только в случае, если предполагаемая польза терапии для матери превышает потенциальный риск развития тератогенного действия.

## Побочное действие
Со стороны пищеварительной системы: тошнота, изжога, диарея.
Прочие: кожная сыпь, аллергические реакции.

## Особые указания
При назначении Монурала больным сахарным диабетом следует учитывать, что в 1 пакете препарата, содержащего 2 г фосфомицина, содержится 2.1 г сахарозы, а в 1 пакете с 3 г — 2. 213 г сахарозы.

## Передозировка
Риск передозировки минимален.
Лечение: форсированный диурез.

## Лекарственное взаимодействие
При одновременном применении с метоклопрамидом возможно снижение концентрации фосфомицина в сыворотке крови и в моче (данная комбинация не рекомендуется).